# McKenney
McKenney is een plaats (town) in de Amerikaanse staat Virginia, en valt bestuurlijk gezien onder Dinwiddie County.

## Demografie
Bij de volkstelling in 2000 werd het aantal inwoners vastgesteld op 441.
In 2006 is het aantal inwoners door het United States Census Bureau geschat op 483, een stijging van 42 (9,5%).

## Geografie
Volgens het United States Census Bureau beslaat de plaats een oppervlakte van
2,5 km², geheel bestaande uit land. McKenney ligt op ongeveer 102 m boven zeeniveau.

## Plaatsen in de nabije omgeving
De onderstaande figuur toont nabijgelegen plaatsen in een straal van 32 km rond McKenney.